# ZAKSA Kędzierzyn-Koźle w europejskich pucharach

## Puchar CEV w piłce siatkowej mężczyzn (1997/1998)
| Data       | Miejsce          | Przeciwnik              | Wynik                                | Runda        |
| ---------- | ---------------- | ----------------------- | ------------------------------------ | ------------ |
| 28.11.1997 | Rotterdam        | Pauk–Veronika Županja   | 3:0 (15:13, 15:13, 15:11)            | Faza grupowa |
| 29.11.1997 | Rotterdam        | VC Nesselande Rotterdam | 3:2 (15:9, 15:12, 4:15, 9:15, 15:10) | Faza grupowa |
| 30.11.1997 | Rotterdam        | Volley 80 Pétange       | 3:0 (15:1, 15:3, 15:6)               | Faza grupowa |
| 14.01.1998 | Kędzierzyn-Koźle | Knack Roeselare         | 3:2 (15:8, 5:15, 15:12, 8:15, 15:12) | 1/8 finału   |
| 21.01.1998 | Roeselare        | Knack Roeselare         | 0:3 (6:15, 11:15, 4:15)              | 1/8 finału   |

## Puchar Europy Mistrzów Klubowych w piłce siatkowej (1998/1999)
| Data       | Miejsce          | Przeciwnik                | Wynik                                  | Runda        |
| ---------- | ---------------- | ------------------------- | -------------------------------------- | ------------ |
| 05.12.1998 | Kędzierzyn-Koźle | Holte IF                  | 3:0 (15:8, 15:6, 15:5)                 | II runda     |
| 13.12.1998 | Holte            | Holte IF                  | 3:1 (13:15, 15:6, 15:10, 15:7)         | II runda     |
| 13.01.1999 | Kędzierzyn-Koźle | Paris UC                  | 3:0 (25:20, 25:19, 25:21)              | Faza grupowa |
| 21.01.1999 | Pireus           | Olympiakos Pireus         | 0:3 (18:25, 26:28, 22:25)              | Faza grupowa |
| 27.01.1999 | Kędzierzyn-Koźle | Noliko Maaseik            | 0:3 (20:25, 18:25, 14:25)              | Faza grupowa |
| 03.02.1999 | Espinho          | SC Espinho                | 1:3 (14:25, 20:25, 25:19, 20:25)       | Faza grupowa |
| 10.02.1999 | Kędzierzyn-Koźle | VC Nesselande Zevenhuizen | 2:3 (25:16, 28:26, 23:25, 26:28, 9:15) | Faza grupowa |
| 17.02.1999 | Friedrichshafen  | VfB Friedrichshafen       | 0:3 (23:25, 21:25, 30:32)              | Faza grupowa |
| 24.02.1999 | Kędzierzyn-Koźle | Casa Modena Unibon        | 0:3 (20:25, 22:25, 27:29)              | Faza grupowa |

## Puchar CEV w piłce siatkowej mężczyzn (1999/2000)
| Data       | Miejsce          | Przeciwnik          | Wynik                                   | Runda        |
| ---------- | ---------------- | ------------------- | --------------------------------------- | ------------ |
| 10.12.1999 | Kędzierzyn-Koźle | Gentofte Volley     | 3:0 (25:18, 25:12, 25:12)               | Faza grupowa |
| 11.12.1999 | Kędzierzyn-Koźle | Azot Czerkasy       | 3:0 (25:13, 25:16, 25:15)               | Faza grupowa |
| 12.12.1999 | Kędzierzyn-Koźle | Chênois Genewa      | 3:0 (25:17, 25:17, 25:16)               | Faza grupowa |
| 12.01.2000 | Malaga           | Iversur Eade Malaga | 0:3 (21:25, 16:25, 23:25)               | 1/8 finału   |
| 19.01.2000 | Kędzierzyn-Koźle | Iversur Eade Malaga | 3:0 (25:20, 25:19, 25:15)               | 1/8 finału   |
| 09.02.2000 | Kędzierzyn-Koźle | SCC Berlin          | 3:0 (25:22, 25:23, 25:23)               | Ćwierćfinał  |
| 16.02.2000 | Berlin           | SCC Berlin          | 2:3 (28:26, 25:15, 23:25, 22:25, 13:15) | Ćwierćfinał  |
| 04.03.2000 | Florencja        | Casa Modena Unibon  | 0:3 (20:25, 15:25, 16:25)               | Półfinał     |
| 05.03.2000 | Florencja        | AVC Orestiada       | 3:0 (25:20, 25:23, 25:22)               | O 3 miejsce  |

## Liga Mistrzów w piłce siatkowej (2000/2001)
| Data       | Miejsce  | Przeciwnik             | Wynik                                   | Runda        |
| ---------- | -------- | ---------------------- | --------------------------------------- | ------------ |
| 06.12.2000 | Opole    | Lewski Siconco Sofia   | 3:0 (25:21, 28:26, 25:20)               | Faza grupowa |
| 12.12.2000 | Paryż    | Paris Volley           | 0:3 (18:25, 18:25, 17:25)               | Faza grupowa |
| 19.12.2000 | Wiedeń   | E.ON hotVolleys Wiedeń | 3:2 (25:19, 21:25, 25:22, 22:25, 15:11) | Faza grupowa |
| 10.01.2001 | Opole    | E.ON hotVolleys Wiedeń | 3:0 (25:22, 25:20, 25:23)               | Faza grupowa |
| 17.01.2001 | Opole    | Paris Volley           | 2:3 (25:21, 25:23, 17:25, 23:25, 9:15)  | Faza grupowa |
| 24.01.2001 | Sofia    | Lewski Siconco Sofia   | 0:3 (22:25, 23:25, 16:25)               | Faza grupowa |
| 14.02.2002 | Villorba | Sisley Treviso         | 0:3 (21:25, 15:25, 18:25)               | Ćwierćfinał  |
| 21.02.2002 | Opole    | Sisley Treviso         | 2:3 (21:25, 23:25, 25:20, 25:23, 11:15) | Ćwierćfinał  |

## Liga Mistrzów w piłce siatkowej (2001/2002)
| Data       | Miejsce         | Przeciwnik           | Wynik                                   | Runda        |
| ---------- | --------------- | -------------------- | --------------------------------------- | ------------ |
| 04.12.2001 | Opole           | Lewski Siconco Sofia | 3:1 (25:18, 25:14, 22:25, 25:13)        | Faza grupowa |
| 12.12.2001 | Wiedeń          | hotVolleys Wiedeń    | 3:2 (19:25, 25:21, 25:22, 20:25, 15:13) | Faza grupowa |
| 20.12.2001 | Pireus          | Olympiakos Pireus    | 0:3 (21:25, 17:25, 18:25)               | Faza grupowa |
| 08.01.2002 | Opole           | Olympiakos Pireus    | 3:1 (26:24, 20:25, 26:24, 25:21)        | Faza grupowa |
| 15.01.2002 | Opole           | hotVolleys Wiedeń    | 3:0 (25:20, 25:17, 25:23)               | Faza grupowa |
| 23.01.2002 | Sofia           | Lewski Siconco Sofia | 3:2 (20:25, 25:20, 20:25, 25:15, 16:14) | Faza grupowa |
| 14.02.2002 | Friedrichshafen | VfB Friedrichshafen  | 1:3 (32:30, 23:25, 26:28, 22:25)        | Ćwierćfinał  |
| 20.02.2002 | Opole           | VfB Friedrichshafen  | 3:1 (25:21, 20:25, 25:20, 25:17)        | Ćwierćfinał  |
| 23.03.2002 | Opole           | Olympiakos Pireus    | 1:3 (23:25, 26:24, 23:25, 23:25)        | Półfinał     |
| 24.03.2002 | Opole           | Iraklis Saloniki     | 2:3 (27:25, 25:23, 22:25, 29:31, 10:15) | O 3 miejsce  |

## Liga Mistrzów w piłce siatkowej (2002/2003)
| Data       | Miejsce  | Przeciwnik            | Wynik                                   | Runda        |
| ---------- | -------- | --------------------- | --------------------------------------- | ------------ |
| 04.12.2002 | Opole    | PTV Malaga            | 3:0 (30:28, 25:15, 25:18)               | Faza grupowa |
| 11.12.2002 | Cuneo    | Noicom BreBanca Cuneo | 3:2 (25:20, 21:25, 25:13, 17:25, 15:10) | Faza grupowa |
| 18.12.2002 | Opole    | MGTU-Łużniki Moskwa   | 0:3 (23:25, 22:25, 19:25)               | Faza grupowa |
| 08.01.2003 | Moskwa   | MGTU-Łużniki Moskwa   | 3:0 (25:19, 25:22, 25:20)               | Faza grupowa |
| 15.01.2003 | Opole    | Noicom BreBanca Cuneo | 3:2 (27:29, 25:20, 19:25, 25:22, 16:14) | Faza grupowa |
| 22.01.2003 | Malaga   | PTV Malaga            | 3:0 (25:22, 25:18, 25:11)               | Faza grupowa |
| 11.02.2003 | Opole    | Noliko Maaseik        | 3:0 (25:19, 27:25, 25:19)               | Ćwierćfinał  |
| 19.02.2003 | Bree     | Noliko Maaseik        | 1:3 (25:21, 17:25, 19:25, 21:25)        | Ćwierćfinał  |
| 22.03.2003 | Mediolan | Kerakoll Modena       | 1:3 (30:32, 25:23, 15:25, 14:25)        | Półfinał     |
| 23.03.2003 | Mediolan | Paris Volley          | 3:0 (26:24, 28:26, 25:21)               | O 3 miejsce  |

## Liga Mistrzów w piłce siatkowej (2003/2004)
| Data       | Miejsce | Przeciwnik            | Wynik                                   | Runda        |
| ---------- | ------- | --------------------- | --------------------------------------- | ------------ |
| 10.12.2003 | Opole   | Lewski Siconco Sofia  | 3:1 (22:25, 25:20, 25:15, 25:23)        | Faza grupowa |
| 18.12.2003 | Wiedeń  | aon hotVolleys Wiedeń | 1:3 (17:25, 25:21, 23:25, 21:25)        | Faza grupowa |
| 14.01.2004 | Bree    | Noliko Maaseik        | 0:3 (29:31, 20:25, 21:25)               | Faza grupowa |
| 21.01.2004 | Opole   | Noliko Maaseik        | 1:3 (22:25, 21:25, 25:20, 15:25)        | Faza grupowa |
| 28.01.2004 | Opole   | aon hotVolleys Wiedeń | 3:2 (17:25, 23:25, 25:21, 27:25, 15:13) | Faza grupowa |
| 04.02.2004 | Sofia   | Lewski Siconco Sofia  | 0:3 (23:25, 18:25, 28:30)               | Faza grupowa |

## Puchar CEV w piłce siatkowej mężczyzn (2009/2010)
| Data       | Miejsce          | Przeciwnik             | Wynik                                   | Runda           |
| ---------- | ---------------- | ---------------------- | --------------------------------------- | --------------- |
| 03.12.2009 | Nova Gorica      | Marchiol Vodi Prvačina | 3:1 (25:22, 22:25, 25:15, 25:23)        | 1/16 finału     |
| 10.12.2009 | Kędzierzyn-Koźle | Marchiol Vodi Prvačina | 3:0 (25:19, 25:15, 25:23)               | 1/16 finału     |
| 06.01.2010 | Belgrad          | Crvena zvezda Belgrad  | 3:0 (25:23, 25:21, 25:18)               | 1/8 finału      |
| 13.01.2010 | Kędzierzyn-Koźle | Crvena zvezda Belgrad  | 3:0 (25:20, 25:16, 25:18)               | 1/8 finału      |
| 28.01.2010 | Izmir            | Arkas Izmir            | 2:3 (20:25, 27:29, 25:22, 25:23, 16:18) | Ćwierćfinał     |
| 03.02.2010 | Kędzierzyn-Koźle | Arkas Izmir            | 3:1 (19:25, 25:20, 25:16, 25:18)        | Ćwierćfinał     |
| 25.02.2010 | Piacenza         | CoprAtlantide Piacenza | 0:3 (18:25, 21:25, 14:25)               | Runda Challenge |
| 03.03.2010 | Kędzierzyn-Koźle | CoprAtlantide Piacenza | 3:1 (22:25, 25:18, 25:19, 25:22)        | Runda Challenge |

## Puchar CEV w piłce siatkowej mężczyzn (2010/2011)
| Data       | Miejsce          | Przeciwnik              | Wynik                                               | Runda           |
| ---------- | ---------------- | ----------------------- | --------------------------------------------------- | --------------- |
| 17.11.2010 | Oulu             | Sun Volley Oulu         | 3:0 (27:25, 25:19, 25:17)                           | 1/16 finału     |
| 24.11.2010 | Kędzierzyn-Koźle | Sun Volley Oulu         | 3:1 (25:17, 24:26, 25:15, 25:18)                    | 1/16 finału     |
| 08.12.2010 | Kędzierzyn-Koźle | Aris Marmouris Saloniki | 3:0 (25:15, 25:14, 25:10)                           | 1/8 finału      |
| 14.12.2010 | Saloniki         | Aris Marmouris Saloniki | 3:2 (25:20, 23:25, 20:25, 25:19, 15:13)             | 1/8 finału      |
| 06.01.2011 | Almería          | Unicaja Almería         | 2:3 (25:23, 22:25, 25:23, 25:27, 14:16)             | Ćwierćfinał     |
| 12.01.2011 | Kędzierzyn-Koźle | Unicaja Almería         | 3:0 (25:19, 25:15, 25:21) (złoty set: 15:7)         | Ćwierćfinał     |
| 02.02.2011 | Friedrichshafen  | VfB Friedrichshafen     | 1:3 (26:24, 19:25, 23:25, 19:25)                    | Runda Challenge |
| 09.02.2011 | Kędzierzyn-Koźle | VfB Friedrichshafen     | 3:0 (25:22, 25:20, 25:16) (złoty set: 15:12)        | Runda Challenge |
| 22.02.2011 | Samokow          | CSKA Sofia              | 0:3 (25:27, 21:25, 20:25)                           | Półfinał        |
| 27.02.2011 | Kędzierzyn-Koźle | CSKA Sofia              | 3:0 (25:23, 33:31, 25:22) (złoty set: 15:12)        | Półfinał        |
| 09.03.2011 | Belluno          | Sisley Treviso          | 3:2 (17:25, 25:22, 18:25, 25:22, 15:11)             | Finał           |
| 12.03.2011 | Kędzierzyn-Koźle | Sisley Treviso          | 1:3 (25:19, 21:25, 20:25, 19:25) (złoty set: 11:15) | Finał           |

## Liga Mistrzów w piłce siatkowej (2011/2012)
| Data       | Miejsce          | Przeciwnik                    | Wynik                                   | Runda        |
| ---------- | ---------------- | ----------------------------- | --------------------------------------- | ------------ |
| 19.10.2011 | Kędzierzyn-Koźle | Partizan Termoelektro Belgrad | 3:1 (25:20, 25:18, 21:25, 25:16)        | Faza grupowa |
| 26.10.2011 | Teruel           | CAI Teruel                    | 3:1 (25:22, 25:16, 26:28, 26:24)        | Faza grupowa |
| 14.12.2011 | Trydent          | Trentino PlanetWin365         | 3:2 (25:23, 25:17, 23:25, 24:26, 19:17) | Faza grupowa |
| 22.12.2011 | Kędzierzyn-Koźle | Trentino PlanetWin365         | 0:3 (20:25, 21:25, 9:25)                | Faza grupowa |
| 10.01.2012 | Kędzierzyn-Koźle | CAI Teruel                    | 3:0 (25:14, 26:24, 25:15)               | Faza grupowa |
| 18.01.2012 | Belgrad          | Partizan Termoelektro Belgrad | 3:2 (23:25, 25:18, 20:25, 25:23, 18:16) | Faza grupowa |
| 01.02.2012 | Kędzierzyn-Koźle | Arkas Izmir                   | 1:3 (25:27, 25:23, 16:25, 23:25)        | 1/12 finału  |
| 08.02.2012 | Izmir            | Arkas Izmir                   | 0:3 (23:25, 16:25, 18:25)               | 1/12 finału  |

## Liga Mistrzów w piłce siatkowej (2012/2013)
| Data       | Miejsce          | Przeciwnik               | Wynik                                   | Runda        |
| ---------- | ---------------- | ------------------------ | --------------------------------------- | ------------ |
| 23.10.2012 | Kędzierzyn-Koźle | Tours VB                 | 3:0 (26:24, 25:19, 25:16)               | Faza grupowa |
| 30.10.2012 | Belgrad          | Crvena zvezda Belgrad    | 3:0 (25:18, 25:15, 25:19)               | Faza grupowa |
| 14.11.2012 | Trydent          | Itas Diatec Trentino     | 0:3 (22:25, 22:25, 22:25)               | Faza grupowa |
| 21.11.2012 | Kędzierzyn-Koźle | Itas Diatec Trentino     | 1:3 (24:26, 15:25, 25:16, 23:25)        | Faza grupowa |
| 06.12.2012 | Kędzierzyn-Koźle | Crvena zvezda Belgrad    | 3:0 (25:23, 25:19, 25:14)               | Faza grupowa |
| 12.12.2012 | Tours            | Tours VB                 | 3:1 (23:25, 25:18, 25:23, 25:21)        | Faza grupowa |
| 16.01.2013 | Kędzierzyn-Koźle | Noliko Maaseik           | 3:0 (25:16, 29:27, 27:25)               | 1/12 finału  |
| 22.01.2013 | Maaseik          | Noliko Maaseik           | 3:2 (22:25, 25:18, 18:25, 33:31, 15:13) | 1/12 finału  |
| 05.02.2013 | Kędzierzyn-Koźle | Arkas Izmir              | 3:2 (25:19, 22:25, 25:20, 22:25, 15:9)  | 1/6 finału   |
| 12.02.2013 | Izmir            | Arkas Izmir              | 3:1 (25:23, 25:21, 21:25, 25:19)        | 1/6 finału   |
| 16.03.2013 | Omsk             | Bre Banca Lannutti Cuneo | 2:3 (26:24, 20:25, 20:25, 25:23, 10:15) | Półfinał     |
| 17.03.2013 | Omsk             | Zenit Kazań              | 1:3 (22:25, 25:22, 20:25, 17:25)        | O 3 miejsce  |

## Liga Mistrzów w piłce siatkowej (2013/2014)
| Data       | Miejsce          | Przeciwnik          | Wynik                                   | Runda        |
| ---------- | ---------------- | ------------------- | --------------------------------------- | ------------ |
| 23.10.2013 | Kędzierzyn-Koźle | Galatasaray FXTCR   | 3:0 (25:23, 25:18, 25:22)               | Faza grupowa |
| 30.10.2013 | Friedrichshafen  | VfB Friedrichshafen | 3:2 (25:22, 15:25, 25:18, 19:25, 22:20) | Faza grupowa |
| 05.11.2013 | Roeselare        | Knack Roeselare     | 1:3 (22:25, 25:20, 20:25, 23:25)        | Faza grupowa |
| 04.12.2013 | Kędzierzyn-Koźle | Knack Roeselare     | 1:3 (26:28, 15:25, 25:17, 23:25, 15:13) | Faza grupowa |
| 11.12.2013 | Kędzierzyn-Koźle | VfB Friedrichshafen | 3:2 (25:17, 23:25, 21:25, 31:29, 15:11) | Faza grupowa |
| 18.12.2013 | Stambuł          | Galatasaray FXTCR   | 2:3 (25:21, 23:25, 25:20, 24:26, 10:15) | Faza grupowa |

## Puchar CEV w piłce siatkowej mężczyzn (2014/2015)
| Data       | Miejsce          | Przeciwnik                  | Wynik                                        | Runda           |
| ---------- | ---------------- | --------------------------- | -------------------------------------------- | --------------- |
| 04.11.2014 | Kędzierzyn-Koźle | Kokkolan Tiikerit           | 3:1 (25:22, 25:22, 12:25, 25:21)             | 1/16 finału     |
| 19.11.2014 | Kokkola          | Kokkolan Tiikerit           | 2:3 (29:31, 25:22, 30:28, 22:25, 13:15)      | 1/16 finału     |
| 03.12.2014 | Kędzierzyn-Koźle | VaLePa Sastamala            | 3:1 (27:25, 23:25, 25:23, 25:22,)            | 1/8 finału      |
| 18.12.2014 | Sastamala        | VaLePa Sastamala            | 2:3 (25:22, 25:22, 18:25, 16:25, 12:15)      | 1/8 finału      |
| 15.01.2015 | Kędzierzyn-Koźle | Arkas Izmir                 | 3:0 (25:23, 27:25, 25:17)                    | Ćwierćfinał     |
| 22.01.2015 | Izmir            | Arkas Izmir                 | 0:3 (20:25, 25:27, 16:25) (złoty set: 15:10) | Ćwierćfinał     |
| 04.03.2015 | Kędzierzyn-Koźle | CAI Teruel                  | 3:0 (25:19, 25:23, 25:19)                    | Runda Challenge |
| 11.03.2015 | Teruel           | CAI Teruel                  | 3:1 (25:23, 28:26, 26:28, 25:23)             | Runda Challenge |
| 24.03.2015 | Kędzierzyn-Koźle | Energy T.I. Diatec Trentino | 2:3 (20:25, 25:21, 23:25, 27:25, 17:19)      | Półfinał        |
| 28.03.2015 | Trydent          | Energy T.I. Diatec Trentino | 1:3 (17:25, 25:23, 22:25, 18:25)             | Półfinał        |

## Liga Mistrzów w piłce siatkowej (2016/2017)
| Data       | Miejsce          | Przeciwnik                    | Wynik                            | Runda        |
| ---------- | ---------------- | ----------------------------- | -------------------------------- | ------------ |
| 06.12.2016 | Kędzierzyn-Koźle | Büyükşehir Belediyesi Stambuł | 3:0 (25:12, 28:26, 29:27)        | Faza grupowa |
| 21.12.2016 | Maaseik          | Noliko Maaseik                | 3:0 (25:23, 25:22, 25:21)        | Faza grupowa |
| 18.01.2017 | Moskwa           | Dinamo Moskwa                 | 3:1 (25:23, 25:21, 28:30, 25:20) | Faza grupowa |
| 31.01.2017 | Kędzierzyn-Koźle | Dinamo Moskwa                 | 3:1 (25:17, 25:22, 27:29, 25:21) | Faza grupowa |
| 14.02.2017 | Kędzierzyn-Koźle | Noliko Maaseik                | 3:0 (25:23, 25:19, 25:21)        | Faza grupowa |
| 01.03.2017 | Stambuł          | Büyükşehir Belediyesi Stambuł | 1:3 (23:25, 25:16, 22:25, 24:26) | Faza grupowa |
| 15.03.2017 | Biełgorod        | Biełogorje Biełgorod          | 1:3 (25:13, 21:25, 23:25, 20:25) | 1/12 finału  |
| 22.03.2017 | Kędzierzyn-Koźle | Biełogorje Biełgorod          | 1:3 (22:25, 25:20, 24:26, 21:25) | 1/12 finału  |

## Liga Mistrzów w piłce siatkowej (2017/2018)
| Data       | Miejsce          | Przeciwnik                 | Wynik                                   | Runda        |
| ---------- | ---------------- | -------------------------- | --------------------------------------- | ------------ |
| 06.12.2017 | Izmir            | Arkas Spor Izmir           | 3:0 (25:23, 30:28, 25:23)               | Faza grupowa |
| 20.12.2017 | Kędzierzyn-Koźle | Itas Trentino              | 3:2 (18:25, 24:26, 25:23, 25:16, 15:12) | Faza grupowa |
| 17.01.2018 | Kędzierzyn-Koźle | Noliko Maaseik             | 3:0 (25:22, 25:20, 25:18)               | Faza grupowa |
| 30.01.2018 | Maaseik          | Noliko Maaseik             | 2:3 (24:26, 26:24, 20:25, 25:22, 15:17) | Faza grupowa |
| 14.02.2018 | Trydent          | Itas Trentino              | 3:2 (23:25, 25:22, 27:25, 21:25, 17:15) | Faza grupowa |
| 28.02.2018 | Kędzierzyn-Koźle | Arkas Spor Izmir           | 3:0 (25:17, 25:19, 25:23)               | Faza grupowa |
| 14.03.2018 | Jastrzębie-Zdrój | Jastrzębski Węgiel         | 3:1 (25:19, 25:19, 21:25, 35:33)        | 1/12 finału  |
| 21.03.2018 | Kędzierzyn-Koźle | Jastrzębski Węgiel         | 3:0 (25:21, 25:20, 25:12)               | 1/12 finału  |
| 04.04.2018 | Kędzierzyn-Koźle | VfB Friedrichshafen        | 3:2 (25:23, 25:21, 22:25, 22:25, 15:13) | 1/6 finału   |
| 10.04.2018 | Friedrichshafen  | VfB Friedrichshafen        | 3:0 (25:19, 25:18, 25:13)               | 1/6 finału   |
| 12.05.2018 | Kazań            | Cucine Lube Civitanova     | 1:3 (21:25, 25:22, 15:25, 18:25)        | Półfinał     |
| 13.05.2018 | Kazań            | Sir Sicoma Colussi Perugia | 2:3 (25:17, 27:29, 25:19, 23:25, 7:15)  | O 3 miejsce  |

## Liga Mistrzów w piłce siatkowej (2018/2019)
| Data       | Miejsce           | Przeciwnik              | Wynik                                   | Runda        |
| ---------- | ----------------- | ----------------------- | --------------------------------------- | ------------ |
| 21.11.2018 | Kędzierzyn-Koźle  | ČEZ Karlovarsko         | 3:0 (25:16, 25:16, 25:17)               | Faza grupowa |
| 19.12.2018 | Modena            | Azimut Leo Shoes Modena | 1:3 (23:25, 21:25, 25:22, 24:26)        | Faza grupowa |
| 15.01.2019 | Gliwice           | Cucine Lube Civitanova  | 0:3 (19:25, 17:25, 19:25)               | Faza grupowa |
| 31.01.2019 | Kędzierzyn-Koźle  | Azimut Leo Shoes Modena | 3:1 (22:25, 26:24, 25:21, 25:22)        | Faza grupowa |
| 13.02.2019 | Karlowe Wary      | ČEZ Karlovarsko         | 3:0 (25:19, 25:23, 25:18)               | Faza grupowa |
| 27.02.2019 | Civitanova Marche | Cucine Lube Civitanova  | 2:3 (25:20, 25:22, 32:34, 21:25, 12:15) | Faza grupowa |

## Liga Mistrzów w piłce siatkowej (2019/2020)
| Data       | Miejsce          | Przeciwnik                 | Wynik                                   | Runda        |
| ---------- | ---------------- | -------------------------- | --------------------------------------- | ------------ |
| 03.12.2019 | Kędzierzyn-Koźle | Vojvodina NS seme Nowy Sad | 3:0 (25:20, 25:21, 25:21)               | Faza grupowa |
| 10.12.2019 | Roeselare        | Knack Roeselare            | 3:0 (25:17, 25:19, 25:21)               | Faza grupowa |
| 18.12.2019 | Friedrichshafen  | VfB Friedrichshafen        | 3:0 (25:23, 25:22, 25:20)               | Faza grupowa |
| 28.01.2020 | Kędzierzyn-Koźle | Knack Roeselare            | 3:0 (25:19, 25:18, 25:20)               | Faza grupowa |
| 11.02.2020 | Nowy Sad         | Vojvodina NS seme Nowy Sad | 3:0 (25:11, 25:22, 25:18)               | Faza grupowa |
| 19.02.2020 | Kędzierzyn-Koźle | VfB Friedrichshafen        | 3:0 (25:21, 25:21, 25:22)               | Faza grupowa |
| 04.03.2020 | Kemerowo         | Kuzbass Kemerowo           | 3:2 (22:25, 26:24, 17:25, 28:26, 16:14) | Ćwierćfinał  |
| 11.03.2020 | Kędzierzyn-Koźle | Kuzbass Kemerowo           | 1:3 (25:21, 23:25, 18:25, 20:25)        | Ćwierćfinał  |

## Liga Mistrzów w piłce siatkowej (2020/2021)
| Data       | Miejsce           | Przeciwnik             | Wynik                                                      | Runda        |
| ---------- | ----------------- | ---------------------- | ---------------------------------------------------------- | ------------ |
| 08.12.2020 | Kędzierzyn-Koźle  | PGE Skra Bełchatów     | 3:0 (25:21, 25:19, 25:19)                                  | Faza grupowa |
| 09.12.2020 | Kędzierzyn-Koźle  | Fenerbahçe HDI Sigorta | 3:0 (25:21, 25:20, 25:13)                                  | Faza grupowa |
| 10.12.2020 | Kędzierzyn-Koźle  | Lindemans Aalst        | 3:0 (25:19, 25:19, 25:17)                                  | Faza grupowa |
| 26.01.2021 | Bełchatów         | PGE Skra Bełchatów     | 3:2 (25:23, 21:25, 25:20, 19:25, 15:10)                    | Faza grupowa |
| 27.01.2021 | Bełchatów         | Fenerbahçe HDI Sigorta | 3:0 (25:23, 25:18, 25:18)                                  | Faza grupowa |
| 28.01.2021 | Bełchatów         | Lindemans Aalst        | 3:1 (21:25, 25:16, 25:15, 25:19)                           | Faza grupowa |
| 24.02.2021 | Civitanova Marche | Cucine Lube Civitanova | 3:1 (25:23, 14:25, 25:21, 25:21)                           | Ćwierćfinał  |
| 03.03.2021 | Kędzierzyn-Koźle  | Cucine Lube Civitanova | 0:3 (22:25, 24:26, 24:26) (złoty set: 16:14)               | Ćwierćfinał  |
| 18.03.2021 | Kazań             | Zenit Kazań            | 3:2 (22:25, 22:25, 29:27, 25:22, 16:14)                    | Półfinał     |
| 24.03.2021 | Kędzierzyn-Koźle  | Zenit Kazań            | 2:3 (17:25, 25:16, 25:21, 28:30, 18:20) (złoty set: 15:13) | Półfinał     |
| 01.05.2021 | Werona            | Itas Trentino          | 3:1 (25:22, 25:22, 20:25, 28:26)                           | Finał        |

## Liga Mistrzów w piłce siatkowej (2021/2022)
| Data       | Miejsce           | Przeciwnik             | Wynik                                   | Runda        |
| ---------- | ----------------- | ---------------------- | --------------------------------------- | ------------ |
| 01.12.2021 | Kędzierzyn-Koźle  | OK Merkur Maribor      | 3:0 (25:19, 25:18, 25:17)               | Faza grupowa |
| 14.12.2021 | Nowosybirsk       | Lokomotiw Nowosybirsk  | 3:1 (25:19, 21:25, 26:24, 25:23)        | Faza grupowa |
| 12.01.2022 | Gliwice           | Cucine Lube Civitanova | 2:3 (17:25, 25:16, 18:25, 25:22, 12:15) | Faza grupowa |
| 08.02.2022 | Maribor           | OK Merkur Maribor      | 3:0 (25:19, 25:11, 25:21)               | Faza grupowa |
| 12.02.2022 | Nowosybirsk       | Lokomotiw Nowosybirsk  | 1:3 (18:25, 25:23, 17:25, 20:25)        | Faza grupowa |
| 16.02.2022 | Civitanova Marche | Cucine Lube Civitanova | 3:2 (25:22, 21:25, 26:24, 21:25, 15:10) | Faza grupowa |
| 09.03.2022 | Kędzierzyn-Koźle  | Dinamo Moskwa          |                                         | Ćwierćfinał  |
| 15.03.2022 | Moskwa            | Dinamo Moskwa          |                                         | Ćwierćfinał  |
| 30.03.2022 | Jastrzębie-Zdrój  | Jastrzębski Węgiel     | 3:0 (25:20, 25:14, 25:19)               | Półfinał     |
| 07.04.2022 | Kędzierzyn-Koźle  | Jastrzębski Węgiel     | 3:2 (25:15, 25:21, 24:26, 21:25, 15:11) | Półfinał     |
| 22.05.2022 | Lublana           | Itas Trentino          | 3:0 (25:22, 25:20, 32:30)               | Finał        |

## Liga Mistrzów w piłce siatkowej (2022/2023)
| Data       | Miejsce          | Przeciwnik                 | Wynik                                                     | Runda        |
| ---------- | ---------------- | -------------------------- | --------------------------------------------------------- | ------------ |
| 09.11.2022 | Kędzierzyn-Koźle | ČEZ Karlovarsko            | 3:1 (25:22, 25:21, 24:26, 26:24)                          | Faza grupowa |
| 16.11.2022 | Roeselare        | Decospan VT Menen          | 3:0 (25:17, 25:22, 25:21)                                 | Faza grupowa |
| 29.11.2022 | Trydent          | Itas Trentino              | 1:3 (20:25, 25:17, 24:26, 23:25)                          | Faza grupowa |
| 14.12.2022 | Kędzierzyn-Koźle | Decospan VT Menen          | 3:0 (25:16, 25:17, 25:21)                                 | Faza grupowa |
| 11.01.2023 | Karlowe Wary     | ČEZ Karlovarsko            | 3:2 (23:25, 25:21, 25:18, 23:25, 15:13)                   | Faza grupowa |
| 25.01.2023 | Kędzierzyn-Koźle | Itas Trentino              | 2:3 (25:17, 25:15, 18:25, 23:25, 12:15)                   | Faza grupowa |
| 07.02.2023 | Dąbrowa Górnicza | Aluron CMC Warta Zawiercie | 3:0 (25:23, 25:19, 25:23)                                 | Play-off     |
| 15.02.2023 | Kędzierzyn-Koźle | Aluron CMC Warta Zawiercie | 2:3 (28:26, 21:25, 25:23, 19:25, 11:15)                   | Play-off     |
| 07.03.2023 | Kędzierzyn-Koźle | Itas Trentino              | 3:2 (25:22, 22:25, 22:25, 25:21, 15:10)                   | Ćwierćfinał  |
| 16.03.2023 | Trydent          | Itas Trentino              | 2:3 (19:25, 25:23, 29:27, 21:25, 12:15) (złoty set: 15:9) | Ćwierćfinał  |
| 29.03.2023 | Kędzierzyn-Koźle | Sir Sicoma Monini Perugia  | 3:1 (25:18, 24:26, 25:19, 25:22)                          | Półfinał     |
| 06.04.2023 | Perugia          | Sir Sicoma Monini Perugia  | 3:1 (25:23, 25:18, 19:25, 27:25)                          | Półfinał     |
| 20.05.2023 | Turyn            | Jastrzębski Węgiel         | 3:2 (26:28, 25:22, 25:14, 28:30, 15:12)                   | Finał        |

## Liga Mistrzów w piłce siatkowej (2023/2024)
| Data       | Miejsce          | Przeciwnik         | Wynik                                   | Runda        |
| ---------- | ---------------- | ------------------ | --------------------------------------- | ------------ |
| 22.11.2023 | Kędzierzyn-Koźle | Olympiakos Pireus  | 3:1 (23:25, 25:20, 28:26, 31:29)        | Faza grupowa |
| 29.11.2023 | Ankara           | Ziraat Bank Ankara | 2:3 (24:26, 22:25, 25:18, 25:19, 12:15) | Faza grupowa |
| 13.12.2023 | Roeselare        | Knack Roeselare    | 3:2 (25:20, 21:25, 23:25, 25:22, 15:10) | Faza grupowa |
| 19.12.2023 | Kędzierzyn-Koźle | Ziraat Bank Ankara | 0:3 (21:25, 17:25, 21:25)               | Faza grupowa |
| 11.01.2024 | Pireus           | Olympiakos Pireus  | 0:3 (18:25, 19:25, 22:25)               | Faza grupowa |
| 17.01.2024 | Kędzierzyn-Koźle | Knack Roeselare    | 3:2 (22:25, 19:25, 27:25, 25:16, 15:12) | Faza grupowa |
| 31.01.2024 | Kędzierzyn-Koźle | Halkbank Ankara    | 3:2 (21:25, 25:22, 25:21, 16:25, 15:12) | Play-off     |
| 07.02.2024 | Ankara           | Halkbank Ankara    | 0:3 (30:32, 21:25, 22:25)               | Play-off     |

## Bilans spotkań
Stan na dzień 07.02.2024 (po meczu z Halkbankiem Ankara)
| Rozgrywki          | Ogólnie | Ogólnie | Ogólnie | Ogólnie | Ogólnie | U siebie | U siebie | U siebie | U siebie | U siebie | Na wyjeździe | Na wyjeździe | Na wyjeździe | Na wyjeździe | Na wyjeździe |
| Rozgrywki          | R       | W       | P       | Sety    | Sety    | R        | W        | P        | Sety     | Sety     | R            | W            | P            | Sety         | Sety         |
| ------------------ | ------- | ------- | ------- | ------- | ------- | -------- | -------- | -------- | -------- | -------- | ------------ | ------------ | ------------ | ------------ | ------------ |
| Liga Mistrzów 1    | 144     | 90      | 54      | 320     | 235     | 68       | 46       | 22       | 161      | 96       | 76           | 44           | 32           | 159          | 139          |
| Puchar CEV 2       | 30      | 19      | 11      | 70      | 44      | 15       | 13       | 2        | 42       | 11       | 15           | 6            | 9            | 28           | 33           |
| Puchar Challenge 3 | 14      | 10      | 4       | 32      | 16      | 6        | 6        | 0        | 18       | 2        | 8            | 4            | 4            | 14           | 14           |
| Razem              | 188     | 119     | 69      | 422     | 295     | 89       | 65       | 24       | 221      | 109      | 99           | 54           | 45           | 201          | 186          |

Statystyki nie obejmują tzw. "złotych setów".
1. wraz z PEMK

2. Puchar CEV od sezonu 2009/2010

3. Puchar CEV do sezonu 1999/2000
| Rozgrywki             | Miejsce      | Liczba meczów | Zwycięstwa | Porażki | Sety    |
| --------------------- | ------------ | ------------- | ---------- | ------- | ------- |
| Puchar CEV 1997/98    | 1/8 finału   | 5             | 4          | 1       | 12:7    |
| PEMK 1998/99          | Faza grup.   | 9             | 3          | 6       | 12:19   |
| Puchar CEV 1999/00    | 3. miejsce   | 9             | 6          | 3       | 20:9    |
| Liga Mistrzów 2000/01 | Ćwierćfinał  | 8             | 3          | 5       | 13:17   |
| Liga Mistrzów 2001/02 | 4. miejsce   | 10            | 6          | 4       | 22:19   |
| Liga Mistrzów 2002/03 | 3. miejsce   | 10            | 7          | 3       | 23:13   |
| Liga Mistrzów 2003/04 | Faza grup.   | 6             | 2          | 4       | 8:15    |
| Puchar CEV 2009/10    | r. Challenge | 8             | 6          | 2       | 20:9    |
| Puchar CEV 2010/11    | 2. miejsce   | 12            | 8          | 4       | 28:17   |
| Liga Mistrzów 2011/12 | 1/12 finału  | 8             | 5          | 3       | 16:15   |
| Liga Mistrzów 2012/13 | 4. miejsce   | 12            | 8          | 4       | 28:18   |
| Liga Mistrzów 2013/14 | Faza grup.   | 6             | 3          | 3       | 13:13   |
| Puchar CEV 2014/15    | Półfinał     | 10            | 5          | 5       | 22:18   |
| Liga Mistrzów 2016/17 | 1/12 finału  | 8             | 5          | 3       | 18:11   |
| Liga Mistrzów 2017/18 | 4. miejsce   | 12            | 9          | 3       | 32:16   |
| Liga Mistrzów 2018/19 | Faza grup.   | 6             | 3          | 3       | 12:10   |
| Liga Mistrzów 2019/20 | Ćwierćfinał  | 8             | 7          | 1       | 22:5    |
| Liga Mistrzów 2020/21 | Zwycięstwo   | 11            | 9          | 2       | 29:13   |
| Liga Mistrzów 2021/22 | Zwycięstwo   | 9             | 7          | 2       | 24:11   |
| Liga Mistrzów 2022/23 | Zwycięstwo   | 13            | 9          | 4       | 34:21   |
| Liga Mistrzów 2023/24 | Play-off     | 8             | 4          | 4       | 14:19   |
| Razem                 | Razem        | 188           | 119        | 69      | 422:295 |